# Chrysopa eudora
Chrysopa eudora är en insektsart som beskrevs av Banks 1937. Chrysopa eudora ingår i släktet Chrysopa och familjen guldögonsländor. Inga underarter finns listade i Catalogue of Life.